# Republikánská strana Albánie
Republikánská strana Albánie (albánsky: Partia Republikane e Shqipërisë) je albánská národně-konzervativní politická strana, která je založena na křesťanských sociálních hodnotách. Strana byla založena v roce 1991. Od roku 2017 je členkou Aliance konzervativců a reformistů v Evropě.